# Patricia Urquiola
Patricia Urquiola (* 1961 in Oviedo in Spanien) ist eine spanische Architektin und Designerin.

## Leben
Patricia Urquiola wurde 1961 in Oviedo in Spanien geboren. Zunächst absolvierte sie 1979 ein Architekturstudium an der Faculdad de Arquitectura de Madrid bei dem portugiesischen Architekten Alvaro Siza und dem berühmten italienischen Designer Achille Castiglioni. Direkt im Anschluss studierte sie am Polytechnikum in Mailand und promovierte 1989 dort bei Castiglioni. In der Zeit zwischen 1990 und 1992 arbeitete Urquiola an der Hochschule für Industriedesign in Paris als Assistenzlehrkraft für Castiglioni und Bettinelli. 
1991 entwarf sie ihr erstes Möbelstück und leitete bis 1996 die Produktentwicklung von De Padova. Von 1993 bis 1996 spezialisierte sich die Designerin im Bereich Inneneinrichtung auf Showrooms und Restaurants. In dieser Zeit arbeitete sie mit den Architektinnen Marzia de Renzio und Emanuela Ramerino zusammen. 1996 wurde sie Leiterin der Designergruppe Lissoni Associati.
2001 gründete Urquiola ihr Atelier "Studio Urquiola". Heute arbeitet Patricia Urquiola für bekannte Firmen, wie B&B Italia, Driade, Molteni, Moroso, Hansgrohe/Axor. 2011 ließ die spanische Firma Gandia Blasco in Indien ihre Strickwaren der Serie Manga (Ärmel) herstellen. 2015 ernannte das Traditionsunternehmen Cassina Urquiola zum Art Director.

## Werke
Patricia Urquiola entwirft hauptsächlich Möbel, aber auch Leuchten und Teppiche findet man unter ihren Entwürfen. Sehr bekannt ist ihre Liege "Antibodi", die sie für Moroso designt hat. Aber auch ihr Sessel "Smock" hat einen hohen Bekanntheitsgrad. Die Leuchte "Caboche", die sie für die Firma Foscarini entwarf, ist ebenfalls ein Erfolgsprodukt. Ihre Objekte zeichnen sich vor allem durch ihren Komfort, ihre Eleganz und ihre Geradlinigkeit aus. Patricia Urquiola über ihren Designansatz: „Möbel sind die Werkzeuge fürs Wohnen, fürs Leben. Sie müssen Spaß machen.“
Angefangen bei modularer Küche mit unterschiedlichen Materialien über eine frei stehende Badewanne als Luxusversion einer Sardinenbüchse bis hin zu weitläufigen Sofalandschaften – ihr Produktdesign zeichnet sich durch Vielfalt und thematische Sprunghaftigkeit aus. Entscheidend für ihre Produktgestaltung ist das Gefühl für spielerische Freiheit, das Prinzip des Kippmoments und das Zusammenbringen von Elementen, die nicht zusammengehören.

## Auszeichnungen
Patricia Urquiola wurde mehrfach zur Designerin des Jahres gewählt. Ausgezeichnet wurde sie z. B. 2003 vom internationalen Magazin "ELLE Deco" und 2006 von "Wallpaper* Magazine". 2008 wurde sie auf der Pariser Designmesse "Maison & objet" in der Sektion "Now! design à vivre" zur Designerin des Jahres gewählt. A&W Architektur & Wohnen würdigte sie als "A&W Designer des Jahres 2012".
Aber nicht nur sie selbst hat zahlreiche Auszeichnungen erhalten, vor allem auch ihre Produkte wurden mehrfach ausgezeichnet. Darunter wurden sowohl "Antibodi" als auch ihr für Paola Lenti entworfener Teppich "Crochet" mit einem "International Design Award" von ELLE Deco ausgezeichnet.